# Josef Podzimek
Josef Podzimek (28. květen 1937, Brno) je český stavební inženýr a podnikatel.
28. října 2008 obdržel z rukou prezidenta republiky státní ocenění Medaile Za zásluhy III. stupně.

## Biografie
Po druhé světové válce se stal členem skautského oddílu a získal přezdívku Egil.
Vystudoval průmyslovou školu stavební a následně fakultu inženýrského stavitelství. Tam posléze působil mezi lety 1958 a 1961 jako asistent. Posléze pracoval v podniku Labe-Vltava a později také na povodí Dolní Vltava. Od roku 1968 do roku 1990 pracoval v podniku Povodí Vltavy. Mezi lety 1990 a 1994 působil jako ředitel společnosti Ekotrans Moravia a od roku 1994 působil jako jednatel rodinné firmy v Třešti.
Mezi jeho koníčky patří krom jiného i fotografování.

## Publikace
- Povodí Vltavy I – 1970
- Povodí Vltavy II – 1971
- Povodí Vltavy III – 1973
- Modernizujeme labsko-vltavskou vodní cestu I – 1975
- Modernizujeme labsko-vltavskou vodní cestu II– 1976
- Dolní Labe – 1976
- Povodí Berounky – 1980
- Svět vodních cest – 1988
- Vodní cesty světa – 1994
- Praha stověžatá – Jindřišská věž – věž ve věži – 2002
- Křižovatka tří moří - vodní koridor Dunaj-Odra-Labe – 2007